# Старая Заимка
Старая Заимка — село в Заводоуковском районе Тюменской области. В рамках организации местного самоуправления находится в Заводоуковском городском округе.

## География
Деревня находится в южной части Тюменской области, в лесостепной зоне, в пределах Западно-Сибирской равнины, на реке Ук, на расстоянии примерно 18 км к востоку от города Заводоуковска, административного центра округа и в 100 км к юго-востоку от областного центра Тюмени.

### Климат
Климат резко континентальный с суровой холодной зимой и коротким жарким летом. Средняя температура воздуха самого тёплого месяца (июля) составляет 17,7 °C (абсолютный максимум — 40 °C); самого холодного (января) — −18,2 °C (абсолютный минимум — −52 °C). Продолжительность безморозного периода около 109 дней. Среднегодовое количество атмосферных осадков составляет 478 мм, из которых 342 мм выпадает в период с мая по октябрь.

## Население
| 2010 |
| ---- |
| 613  |

## Инфраструктура
Личное подсобное хозяйство.
Основа экономики — сельское хозяйство.

## Транспорт
В 2 км к югу от села проходит автодорога Р402 (Тюмень — Омск). Ближайшая ж.-д. станция находится в Новой Заимке (5 км к юго-востоку, на линии Тюмень — Омск).